# Roberto Cabañas
Roberto Cabañas González (Pilar, 11 de abril de 1961 – Assunção, 9 de janeiro de 2017) foi um futebolista profissional paraguaio, que atuava como atacante.

## Carreira
Cabañas, revelado pelo Cerro Porteño em 1978, destacou-se inicialmente pelo New York Cosmos, onde jogou entre 1980 e 1984, chegando inclusive a atuar com os consagrados Franz Beckenbauer, Carlos Alberto Torres, Giorgio Chinaglia e Johan Neeskens, além do compatriota Romerito. Após 97 partidas e 63 gols, saiu em julho de 1984, 2 meses antes do time encerrar as atividades.
Teve passagem destacada, ainda, no América de Cali, no Brest e no Lyon entre 1984 e 1991, quando assinou com o Boca Juniors. Nos xeneizes, ganhou destaque entre a torcida graças ao temperamento forte, principalmente nos jogos contra o River Plate, onde se envolveu em várias confusões.
Após deixar o Boca em 1993, jogou no Barcelona de Guayaquil e voltou ao clube argentino em 1995, sem o mesmo êxito da primeira passagem. Em 1996, voltou ao Paraguai para defender o Libertad, não jogando nenhuma vez. No mesmo ano, regressou ao futebol colombiano, assinando com o Independiente Medellín, interrompendo a carreira após 7 jogos e 2 gols marcados.
Porém, Cabañas decidiu voltar aos gramados em 2000, aos 39 anos, jogando pelo Real Cartagena. Foram 9 partidas e 3 gols pelos Auriverdes antes de encerrar definitivamente a carreira de jogador.

## Seleção Paraguaia
Fez parte do elenco da Seleção Paraguaia que disputou a Copa do Mundo de 1986, a primeira disputada pelo país desde 1958. Jogou também 3 edições da Copa América, sendo campeão em 1979.

## Morte
Na madrugada de 9 de janeiro de 2017, Cabañas sofreu um ataque cardíaco em Assunção, vindo a falecer em seguida, aos 55 anos de idade. Ele, que havia fixado residência em Cali, era casado e tinha 2 filhos.

## Títulos
- Copa América: 1979